# Venezuela aux Jeux mondiaux de 2017
Cet article contient des informations sur la participation et les résultats du Venezuela aux Jeux mondiaux de 2017 à Wrocław en Pologne.

## Médailles

### Or
| Sport             | Discipline | Sportifs |
| Médaille d'or : 0 |            |          |

### Argent
| Sport                  | Discipline                    | Sportifs                              |
| Médailles d'argent : 3 |                               |                                       |
| Bowling                | Simple hommes                 | Ildemaro Ruiz                         |
| Bowling                | Double hommes                 | Massimiliano Fridegotto Ildemaro Ruiz |
| Roller de vitesse      | Hommes - Piste - 500 m Sprint | Jhoan Guzman                          |

### Bronze
| Sport                   | Discipline                    | Sportifs          |
| Médailles de bronze : 3 |                               |                   |
| Force athlétique        | Femmes - poids lourds         | Yenifer Canelon   |
| Karaté                  | Hommes - Kata                 | Antonio José Díaz |
| Roller de vitesse       | Hommes - Route - 500 m Sprint | Jhoan Guzman      |